# Élections législatives japonaises de 1955
Les élections législatives japonaises à la Chambre des représentants se déroulent au Japon le 27 février 1955.

## Résultats
|                      |                                            |            |        |        |         |
| Partis               | Partis                                     | Voix       | %      | Sièges | +/-     |
|                      | Parti démocrate                            | 13 536 044 | 36,57  | 185    | Nouveau |
|                      | Parti libéral                              | 9 849 458  | 26,61  | 112    | 87      |
|                      | Parti socialiste de gauche                 | 5 683 312  | 15,35  | 89     | 17      |
|                      | Parti socialiste de droite                 | 5 129 594  | 13,86  | 67     | 1       |
|                      | Parti communiste japonais                  | 733 121    | 1,98   | 2      | 1       |
|                      | Parti des travailleurs et des agriculteurs | 357 611    | 0,97   | 4      | 1       |
|                      | Autres                                     | 496 614    | 1,34   | 2      | 1       |
|                      | Indépendants                               | 1 229 082  | 3,32   | 6      | 5       |
|                      |                                            |            |        |        |         |
| Inscrits             | Inscrits                                   | 49 235 375 | 100,00 | 467    | 1       |
| Votants              | Votants                                    | 37 334 335 | 75,83  |        |         |
| Abstention           | Abstention                                 | 11 901 040 | 24,17  |        |         |
| Votes blancs et nuls | Votes blancs et nuls                       | 319 499    | 0,66   |        |         |
| Votes exprimés       | Votes exprimés                             | 37 014 836 | 76,74  |        |         |